# Tassos Isaac
Anastasios « Tassos » Isaac (grec moderne : Αναστάσιος "Τάσος" Ισαάκ ; 1972 - 11 août 1996) est un réfugié chypriote grec qui participe en août 1996 à une manifestation civile contre l'occupation militaire turque de la partie nord de la république de Chypre. Les manifestants réclament le retrait complet des troupes turques de l'île et le retour des réfugiés chypriotes dans leurs foyers. Isaac y est battu à mort dans la zone démilitarisée par un policier et des ultranationalistes turcs affiliés aux Loups gris. 

## Contexte

Zone démilitarisée entre la république de Chypre et république turque de Chypre du Nord

En août 1996, en commémoration de la 22e année de la division de Chypre, plus de 200 motards de plusieurs pays européens participent à un rallye reliant Berlin (dernière ville à avoir été divisée en Europe autre que Nicosie) à Kyrenia. Ils quittent Berlin le 2 août avec une arrivée prévue le 11. À l'arrivée, les participants doivent être rejoints par des motards chypriotes grecs. Simultanément, environ 2 500 membres des Loups gris, organisation d'extrême droite turque, sont transportés dans la partie nord de Chypre par le gouvernement turc pour affronter les motards chypriotes, européens et grecs.
La Fédération Chypriote de Motocyclette (CMF) reçoit de fortes pressions politiques, certaines issues du secrétaire général de l'ONU en personne, Boutros Boutros-Ghali, l'appelant à annuler l'événement du 11 août. La CMF finit par accepter suscitant la désapprobation d'une grande partie des motards et d'autres manifestants, qui décident de marcher seuls vers la partie nord de l'île. Parmi eux, Tassos Isaac, et d’autres manifestants entrent dans la zone tampon des Nations unies près de Derýnia, juste au sud de Famagouste.

## Lynchage de Tassos Isaac
Des affrontements éclatent entre les motards chypriotes et les membres des Loups gris. Isaac s'empêtre dans des barbelés sans que ses co-manifestants ne se rendent compte qu'il est laissé en arrière. Un grand groupe de membres des Loups gris court alors vers lui et commence à le frapper avec des barres de fer et à lui jeter des pierres. L'attaque dure plusieurs minutes, des photos prises durant le lynchage montrent un policier turc casqué infligeant vraisemblablement les coups mortels. Quand les casques bleus interviennent et tirent son corps hors de la zone des violences, Tassos Isaac est déjà mort. 
Ses funérailles ont lieu le 14 août 1996. Elles réunissent des milliers de personnes et entraînent de nouvelles protestations durant lesquelles un cousin d'Isaac, Solomos Solomou (en) est abattu par un policier chypriote turc. 

## Suites
Le 22 novembre 1996, en réponse à la mort de Tassos Isaac, la police chypriote émet des mandats d'arrêt internationaux contre : Hasim Yilmaz, un colon turc et ancien membre des services secrets turcs, Neyfel Mustafa Ergun, un colon turc, servant dans la police turque chypriote nord, Polat Fikret Koreli, un Chypriote turc de Famagouste, Mehmet Mustafa Arslan, un colon turc, chef des Loups gris dans le Nord de Chypre, et Erhan Arikli, un colon turc de l'ex-Union soviétique. 
Le gouvernement grec s'engage à être le parrain du bébé à naître de la veuve d'Isaac enceinte au moment des faits. Leur fille, Anastasia (d'après son père), est baptisée par le ministre grec des Affaires étrangères Theódoros Pángalos. La chanteuse grecque Háris Alexíou lui dédie la chanson Tragoudi tou Helidhoniou (« Le chant de l'hirondelle »). 